# ARA Racing
ARA Racing Limited war ein britischer Hersteller von Automobilen.

## Unternehmensgeschichte
Michael Anstead und Louise Ann Anstead gründeten am 4. November 2003 das Unternehmen in Hertford in der Grafschaft Hertfordshire. Sie begannen 2004 mit der Produktion von Automobilen und Kits. Der Markenname lautete ARA. Anthony Richard Anstead trat am 4. November 2004 ins Unternehmen ein. 2007 endete die Produktion aufgrund von finanziellen Problemen. Am 5. März 2009 wurde das Unternehmen aufgelöst. Insgesamt entstanden mindestens zwölf Exemplare.

## Fahrzeuge
Das erste Modell war der Lowcost. Dies war ein Fahrzeug im Stil des Lotus Seven. Viele Teile, so auch der Motor, kamen von Ford. Hiervon entstanden zwischen 2005 und 2006 etwa zwölf Fahrzeuge.
Der Le Mans Rogue bzw. Le Mans Roque war die Nachbildung des Rennsportwagens Aston Martin DBR 1 bzw. Aston Martin DBR 2. Der Motor kam von Jaguar Cars. AS Motorsport setzte die Produktion des Modells ab 2007 fort.
Das Auktionshaus Coys bot am 29. März 2008 auf einer Auktion während der Techno-Classica in Essen eine solche Nachbildung an, erwartete einen Preis von 48.000 bis 58.000 Euro, versteigerte das Fahrzeug allerdings nicht.
Das gleiche Auktionshaus versteigerte am 11. Januar 2014 den Nachbau eines DBR 2 für 48.300 Euro.